# Bovino
Bovino là một đô thị thuộc tỉnh Foggia trong vùng des Puglia của Ý. Đô thị này có diện tích 84 km², dân số 3991 người.
Đô thị này có các làng sau: Ponte Bovino, Radogna.
Đô thị này giáp với các đô thị sau: Accadia, Castelluccio dei Sauri, Deliceto, Orsara di Puglia, Panni.